# Georg Ludwig von Sinzendorf
Georg Ludwig von Sinzendorf (Isenburg, 17 de junio de 1616  -  Viena, 14 de diciembre de 1681) fue un estadista austríaco.

## Biografía
Perteneció a la familia Sinzendorf, hijo de Pilgram von Sinzendorf y su esposa Susana von Trauttmansdorff.
En 1646 se convirtió en vicepresidente de la cámara de cuentas. En diciembre de 1653, se convirtió al catolicismo durante la Dieta del Imperio en Ratisbona. En 1656, fue presidente de la cámara de cuentas y explicó el estado de las finanzas al emperador Leopoldo.
En 1654, adquirió el condado de Neuburg y amplió el castillo de Neuburg am Inn . En 1645, se casó con Regina Jörger von Tollet, quien murió en 1660. Al año siguiente, se volvió a casar con Dorotea Isabel de Schleswig-Holstein-Sonderburg-Wiesenburg, de 16 años. Después del incendio de Passau en 1662, hizo reconstruir el convento capuchino. El mismo año, compró Jaidhof y su castillo.
Debido a su rápido ascenso social, Sinzendorf enfrentó cargos de corrupción. Es sospechoso de ganar dinero falsificado en el castillo de Wernstein. En 1679, el emperador publicó una línea de conducta para los trece miembros de la cámara de cuentas.
Un juicio especial es iniciado por un tribunal especial contra Sinzendorf. En la mediación, acepta no ser acusado de perjurio, malversación de fondos de dos millones de florines, fraude, falsificación, corrupción, para reembolsar esta cantidad. Después de un perdón, paga solo las tres cuartas partes. Sin embargo, debe vender su propiedad para pagar la multa. Christoph Ignaz Abele, quien contribuyó a su caída, se convierte en el nuevo presidente de la cámara de cuentas.
Después de la solicitud de su esposa Dorothea Elisabeth, él puede permanecer en su tierra a pesar de ser sentenciado al exilio. Su hijo mayor Cristián Luis murió a los dieciséis años en la batalla de Mohács en 1687, su segundo hijo Felipe Luis fue canciller de Carlos VI de Habsburgo.